# Еміль Енно
Еміль Енно (фр. Emile Henno) — французький дипломат. У 1918-1919 роках — французький консул в Києві та в Одесі. Дотримувався відверто проросійської орієнтації, заперечував існування окремої української нації, приписуючи появу «українського питання» лише польським і німецьким інтригам. Підтримував Добровольчу армію. Попри те, що його дипломатичні повноваження залишалися до кінця не з'ясованими, став для українських діячів головним речником союзних держав в Україні, чиї погляди представляли позицію Антанти.